# ネイサン・オドゥワ
ネイサン・オドゥワ（Nathan Oduwa, 1996年3月5日 - ）は、イングランド・ロンドン・ブルームスベリー出身の
サッカー選手。ポジションはフォワード。
「オドゥワ」の他に「オーダワ」という表記も見られる。

## 経歴
トッテナム・ホットスパーFCのユースチーム出身。グラスゴー・レンジャーズにレンタル移籍していた2015-16シーズンには持ち前のテクニカルなプレーで話題になるなど、将来有望な若手とみられていたが、トッテナムのトップチームの試合には出場することはできずに2017年2月にスロベニア1部リーグのNKオリンピア・リュブリャナに完全移籍した。

## 獲得タイトル
オリンピア・リュブリャナ
- スロベニア1部リーグ:1回 (2017-18)
- スロベニア・カップ:1回 (2017-18)